# Viktor Fëdorovič Karpuchin
Viktor Fëdorovič Karpuchin (in russo  Виктор Фёдорович Карпухин?; Luc'k, 27 ottobre 1947 – Mosca, 24 marzo 2003) è stato un agente segreto sovietico.
Fu un membro del KGB che ebbe un ruolo fondamentale nell'invasione sovietica dell'Afghanistan.
Nacque nella città ucraina di Lutsk. Nel 1967 si unì al Gruppo Alpha (AG) del KGB lavorando sino a divenirne il comandante nel 1988.
Il 23 dicembre 1979, Karpukhin con 38 soldati dell'AG ed altri 500 paracadutisti sovietici, atterrarono all'aeroporto di Bagram, vicino a Kabul,in Afghanistan. Due giorni dopo, 40.000 soldati dell'Armata Rossa attraversarono il confine Afghano.